# Башта Хидирлик
Башта Хидирлик (тур. Hıdırlık Kulesi) — визначна кам'яна башта в Анталії, Туреччина, у південно-східній околиці кварталу Калєічі на кордоні парку Карааліоглу. Вважається, що правляча Римська імперія побудувала її у II ст. н. е. за квадратним планом. У тому ж столітті її перебудували на кругову вежу. З того часу вона використовується як фортифікація або маяк.
Вежа розташована з південного боку місця, де земляні стіни міста з'єднуються із морськими стінами. Споруда заввишки в 14 метрів складається із круглої вежі та квадратного постаменту. Брама вежі зі східного боку ведуть до маленької кімнати, звідки піднімаються вузькі сходи. На верхній частині вежі лишилися ознаки реставраційних робіт, виконані в епоху сельджуків та османів.
Нинішня назва Hıdırlık (буквально «місце Хідру») означає місце, де проходить фестиваль Хидирлез. Хидирлез — це весняний фестиваль. У деяких мусульманських культурах вважається, що Хідр та Ілля зустрічаються раз на рік. У цей час проходить весняний фестиваль Хидирлез. Вежа особливо часто обирається для обрядів Хидирлез.

## Галерея

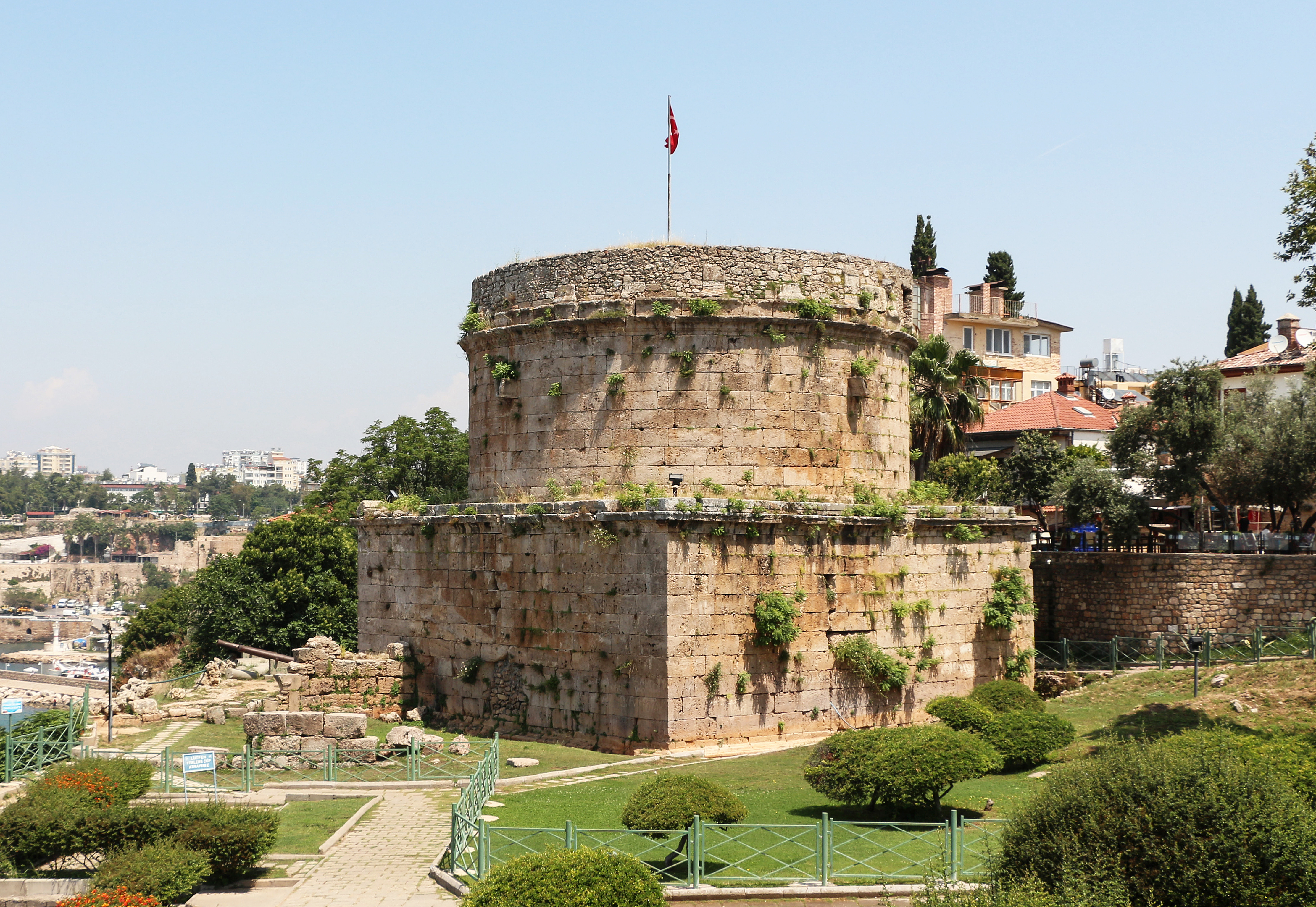
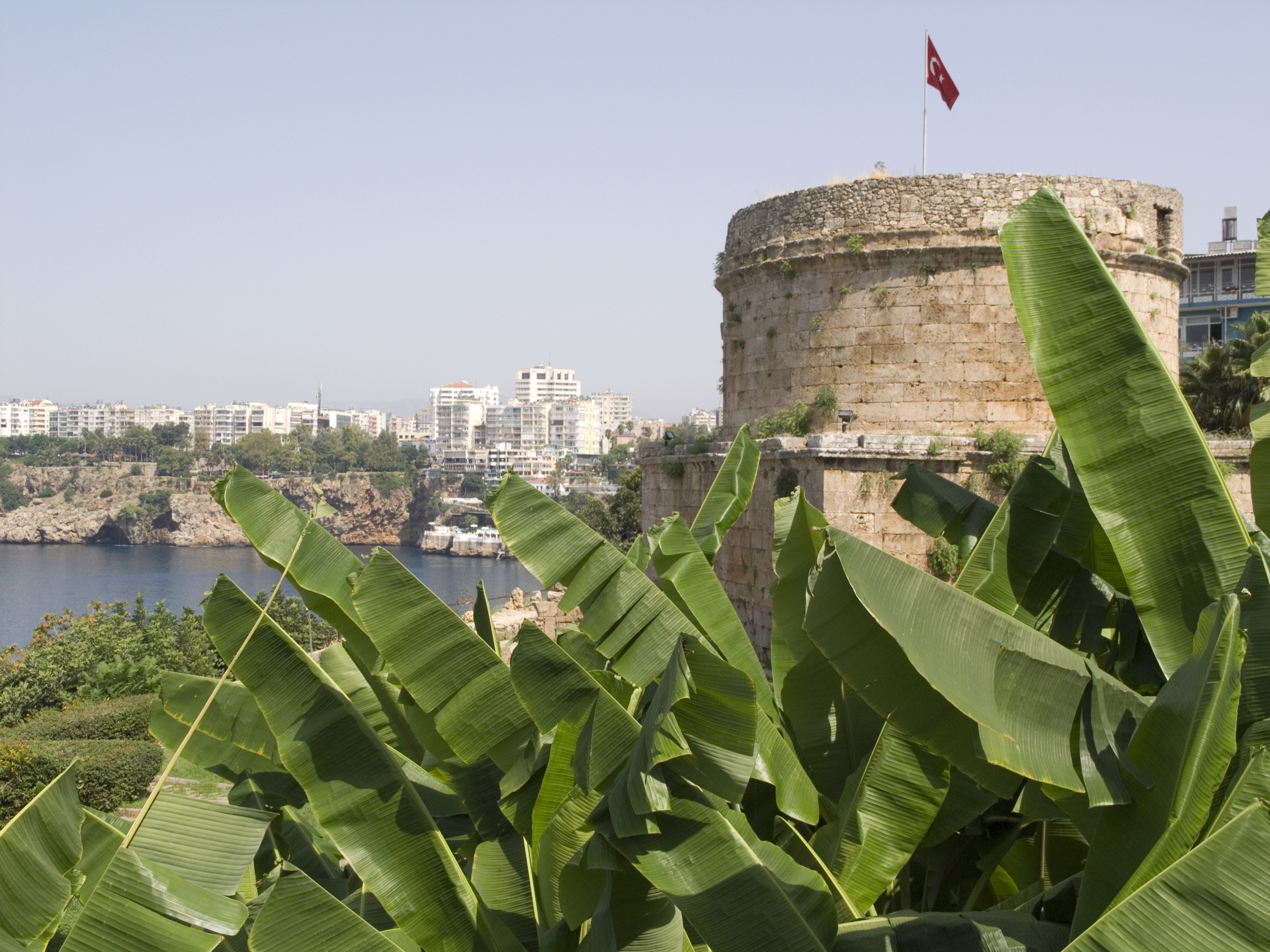
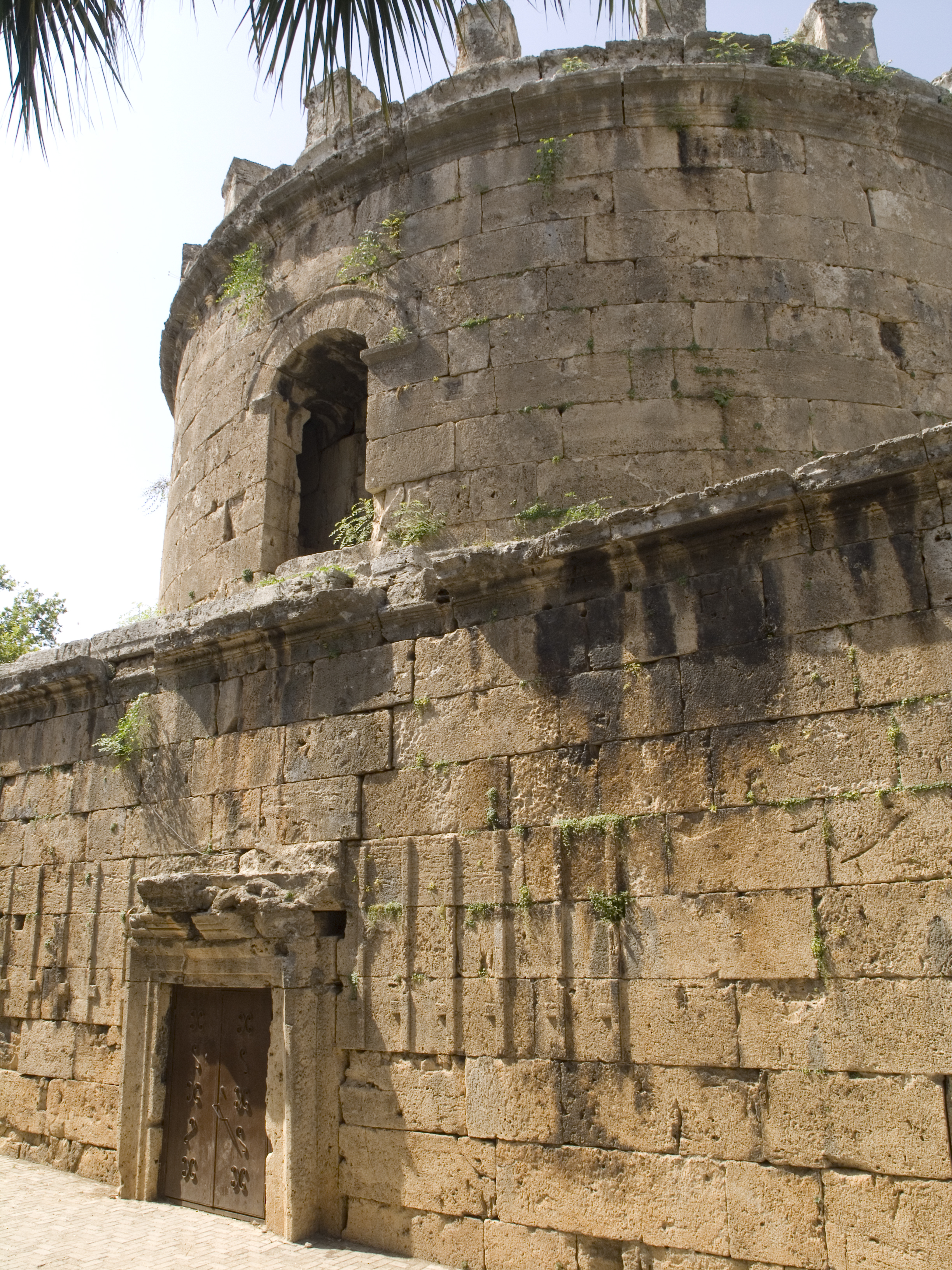
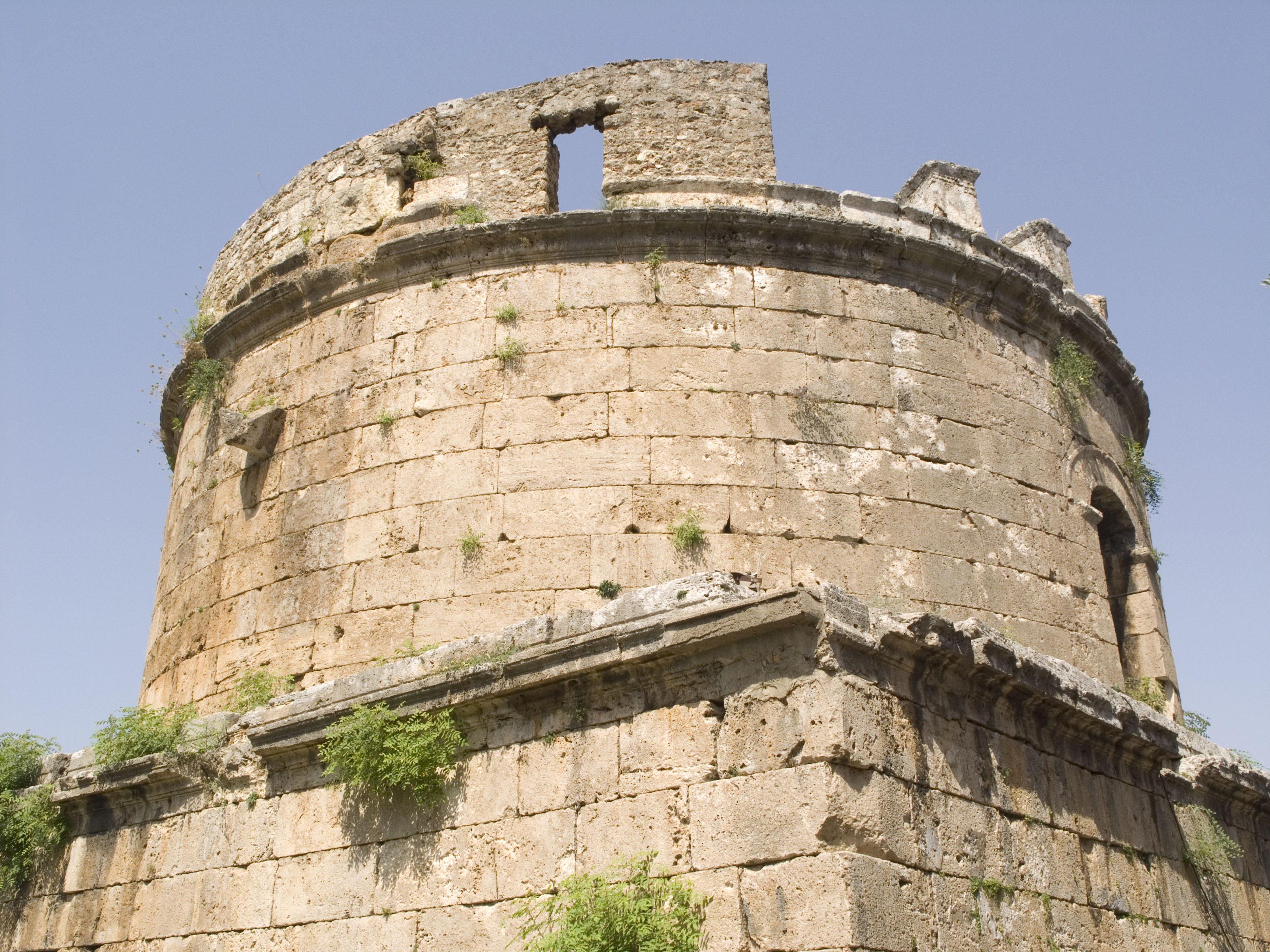
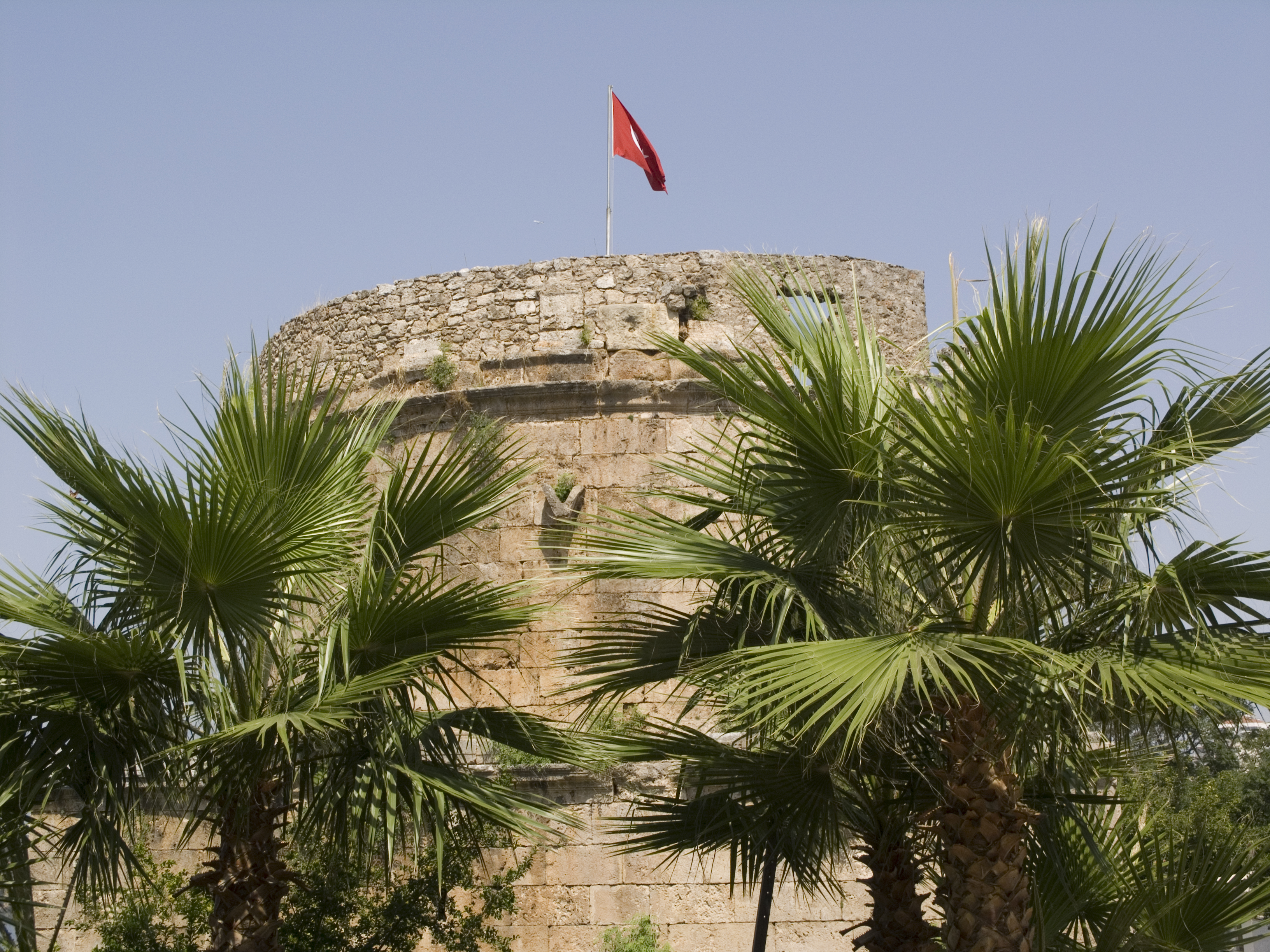